# Yōko Asada
Yōko Asada (jap. 浅田 葉子 Asada Yōko; ur. 23 maja 1969 r. w Prefekturze Hyōgo) – japońska seiyū związana z agencją 81 Produce.

## Wybrane role głosowe
- 1995: Wedding Peach – dziewczyna (odcinek 12)
- 1996: Detektyw Conan – Ishiguro (odcinek 217)
- 1997: Pokémon – Botan
- 1998: Wirtualna Lain – Alice Mizuki
- 2001: Digimon Tamers –
  - D-Reaper,
  - Juri Kato
- 2002: Digimon Frontier – Plotmon
- 2004: Kyō kara maō! – Roseno